# John George Jack
John George Jack (Châteauguay, Quebec, 15 de abril de 1851 - Stanford, 19 de septiembre de 1949) fue un naturalista, dendrólogo y explorador estadounidense.

## Biografía
Su padre era herrero convertido en granjero de ascendencia escocesa, su madre horticultora de ascendencia inglesa que escribió artículos con el título Garden News. Su educación nunca se extendió más allá de la escuela media, y fue en gran medida un autodidacta en materia botánica. Pasó dos inviernos estudiando entomología con el entomólogo Dr. Hermann August Hagen en la Universidad Harvard, y un verano trabajando en los terrenos del Sr. ES Carmen, editor de la Rural New Yorker y futuro suegro, en River Edge, Nueva Jersey.

### Carrera
En 1886, Jack se unió al Arnold Arboretum como estudiante y trabajando bajo la dirección del profesor Charles Sprague Sargent, quien recomendó la promoción de Jack para profesor de arboricultura cinco años después, en 1891. Durante este período, Jack también pasó dos veranos trabajando como un agente del Servicio Geológico, y el Departamento de Agricultura, explorando los bosques de Colorado y de las montañas Bighorn en Wyoming. Luego pasó a servir como instructor en el sector forestal en Harvard y como Profesor de Silvicultura en el MIT antes de su nombramiento como Profesor Asistente de Dendrología en el Arnold Arboretum en 1908; retirándose en 1935.

### Expediciones extranjeras
Jack viajó mucho, visitando Europa en 1891, Canadá en 1894, y el Lejano Oriente en 1905, cuando regresó con semillas de 650 especies y variedades de plantas silvestres y cultivadas, muchos de ellos nuevas en el EE. UU.. Introducciones notables incluyeron la avellana de invierno  Corylopsis glabrescens , y varios rododendros incluyendo schlippenbachii .
En 1926, Jack fue consultado por Sargent para visitar Cuba y recoger material para el herbario Arnold Arboretum de la plantación Institución Atkins en Cienfuegos, una tarea que repite varias veces durante los próximos nueve años hasta su jubilación obligatoria con 74 años de edad.

### Vida personal
Se casó con Cerise Carmen (f. 1935), hija de su antiguo empleador Elbert S Carmen, en 1907. No tuvieron hijos propios, pero adoptaron dos.

### Muerte
En 1948 se cayó de una escalera y se rompió la cadera mientras cuidaba su huerto; postrado en la cama después de eso, murió al año siguiente con 88 años.

## Algunas publicaciones
- 1911. Trees and Other Woody Plants Found in the Harvard Forest, Petersham, Massachusetts. Bull. of the Harvard Forestry Club 1. Ed. Harvard Univ. 17 p.
- 1990. The Pikes Peak, Plum Creek, and South Platte Forest Reserves. Ed. U.S. Gov. Printing Office, 77 p.
- 1894. Notes on Some Injurious Insects, 20 p.

## Eponimia
Género
- (Styracaceae) Sinojackia Hu[3]

Especies
- Alnus jackii, Amelasorbus jackii Rehder, Betula jackii Gus.Schneid., Crataegus jackii Sarg., Juniperus communis var.jackii Rehder, Populus jackii Sarg., Quercus jackiana Schneid., Rosa maximowiczii var. jackii (Rehder), Viburnum jackii Rehder[1]